# لاوری رسیک
لاوری رسیک (استونیایی: Lauri Resik؛ زادهٔ ۲۸ نوامبر ۱۹۶۹) دوچرخه‌سوار اهل استونی بود. وی در بازی‌های المپیک تابستانی ۱۹۹۶ شرکت کرده است.